# توماش کوشچاک
توماش کوشچاک (به لهستانی: Tomasz Mirosław Kuszczak) دروازه‌بان باشگاه برایتون و تیم ملی فوتبال لهستان می‌باشد.افتخارا ت وی همراه بامنچستریونایتد

لیگ برتر : 2006–07 ، 2007–08 ، 2010–11 
جام اتحادیه فوتبال : 2008–09 ، 2009–10
FA Community Shield : 2007 ، 2008 ، 2010
لیگ قهرمانان یوفا : 2007–08
جام جهانی باشگاه های فیفا : 2008